# پرتره آرنولفینی
پرتره آرنولفینی (انگلیسی: Arnolfini Portrait) یک نقاشی رنگ روغن بر روی پالِت چوب بلوط که مشهور به نقاشی پنل می‌باشد و در سال ۱۴۳۴ توسط نقاش هلندی یان وان آیک طرح گردید.

## طراحی و تاریخچه
این نقاشی نشانگر جیووانی دی نیکولا آرنولفینی و همسرش می‌باشد که تا مدت‌ها فرض بر این بوده که احتمالاً تابلو یک نشانه و سندی بر ازدواجشان است، تابلوی نقاشی آرنولفینی جزئیات بسیار دقیقی در اجزای درون طرح دارد، جزئیات دست‌ها، چهره‌ها، سگ، آیینه‌ای که در پشت مدل‌ها قرار دارد و بسیاری از نکات ریز و فنی دیگر، همچنین تا مدت‌ها تصور بر این بود که همسر آرنولفینی باردار است اما با ارائهٔ مدارک و شواهد تاریخی مربوط به زمان طرح پرتره مشخص شد که همسر آرنولفینی باردار نیست و این بالا گرفتن دامن لباس احتمالاً به نشانهٔ احترام به شوهر می‌باشد که دستش را به علامت سلام و تهنیت بالا آورده
البته تحلیل این اثر توسط جان کانادی به این صورت است که احتمالا این حالات ، مراسم ازدواج را نشان می‌دهد و این مکان اتاق زفاف است. همچنین حالت دست ها به معنای سوگند است زیرا در آن زمان سنت بر این بوده که زن و شوهر خودشان مراسم را اجرا کنند. وجود سگ در تصویر به معنی وفاداری مرد نسبت به زن است و میوه های پراکنده در نقاشی اشاره به باغ عدن دارد. این سمبل ها و چند سمبل دیگر در اثر همه گی اشاره به انجیل دارد.

## نگارخانه

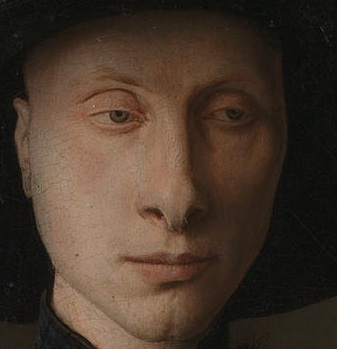
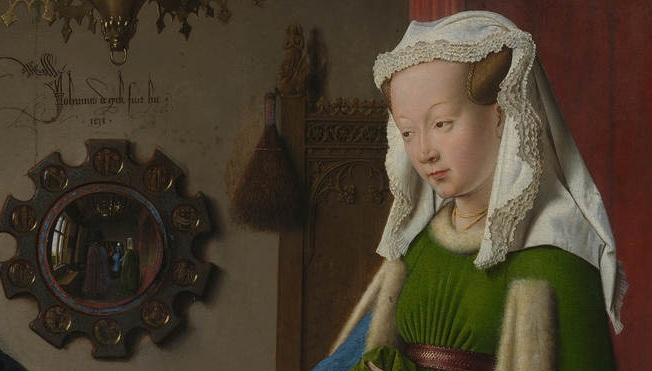
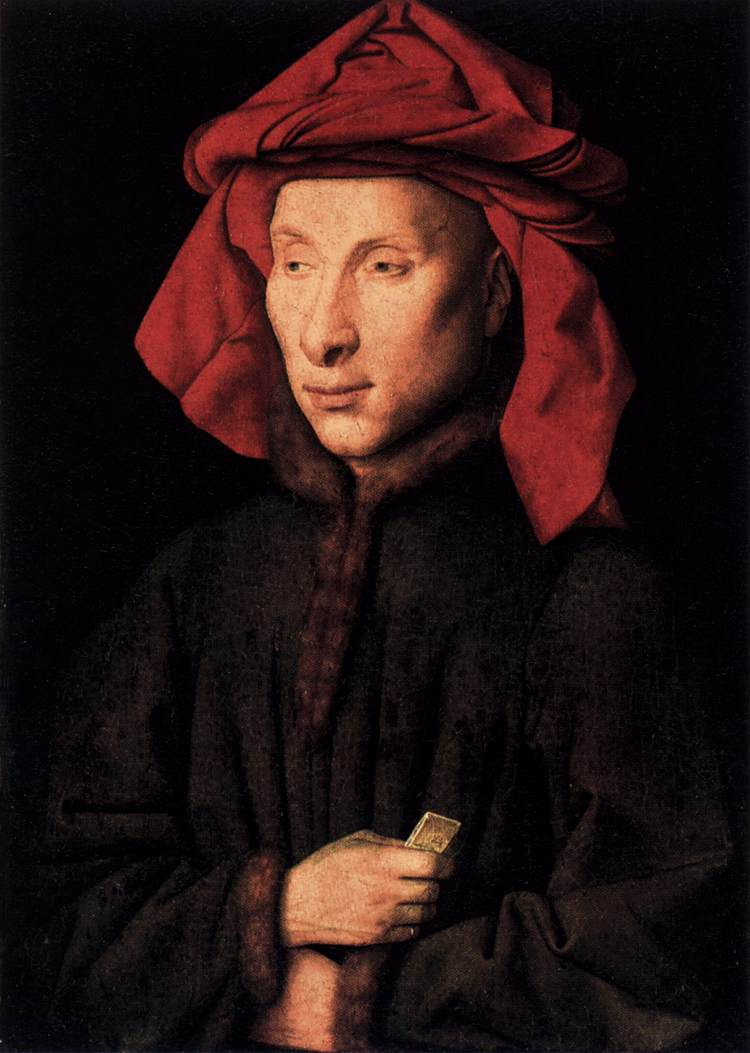
چهره ی یان وان
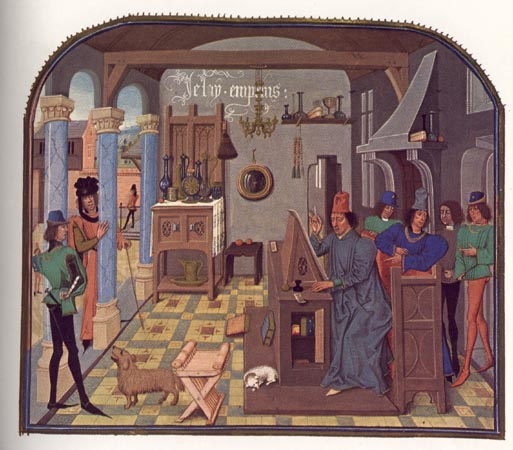
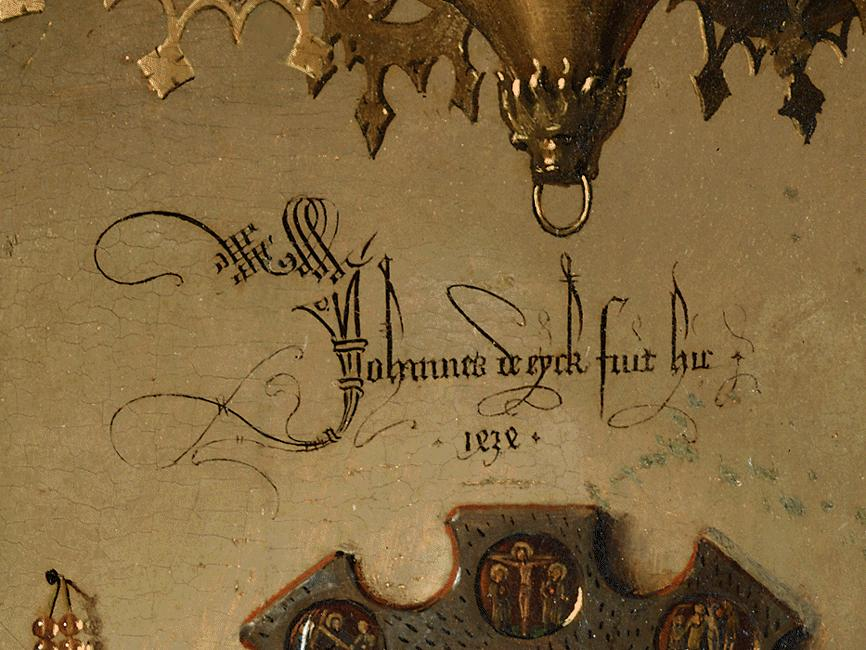
امضای نقاش به معنی تاکید بر سند ازدواج بودن این اثر
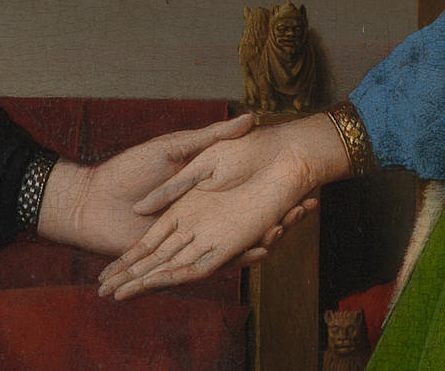
دست ها که به علامت سوگند به هم وصل شده اند
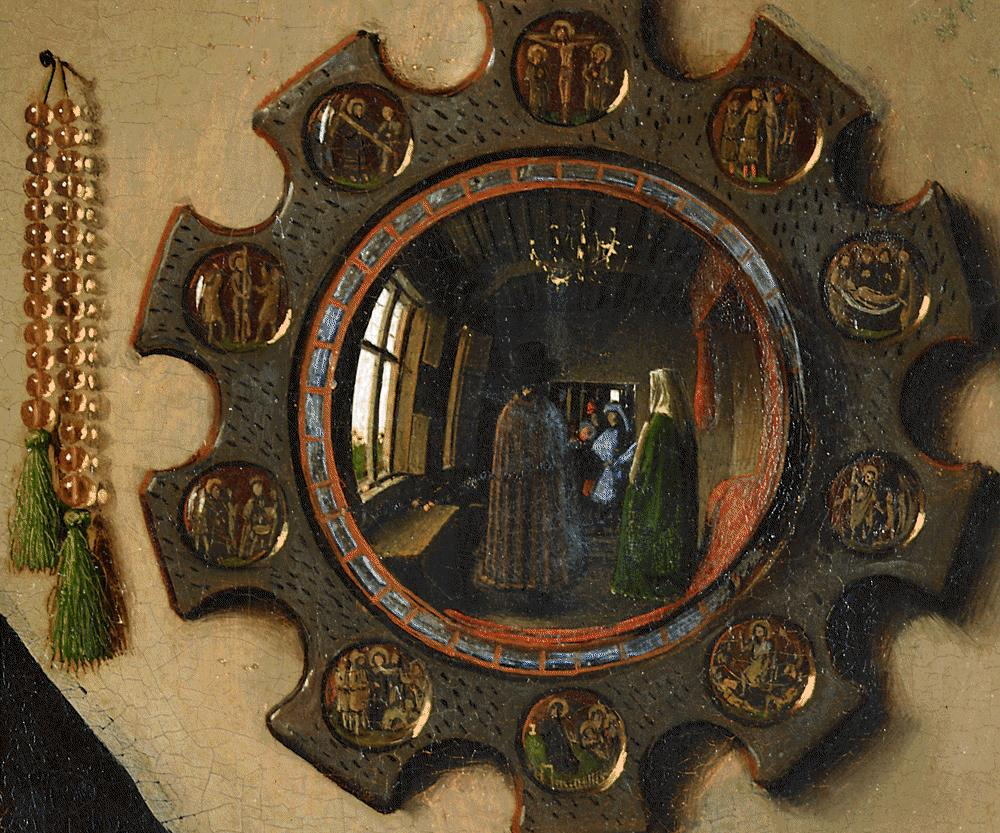
آینهٔ کوژ و تصویر مجازی درون آن به نمایش در آمده‌است
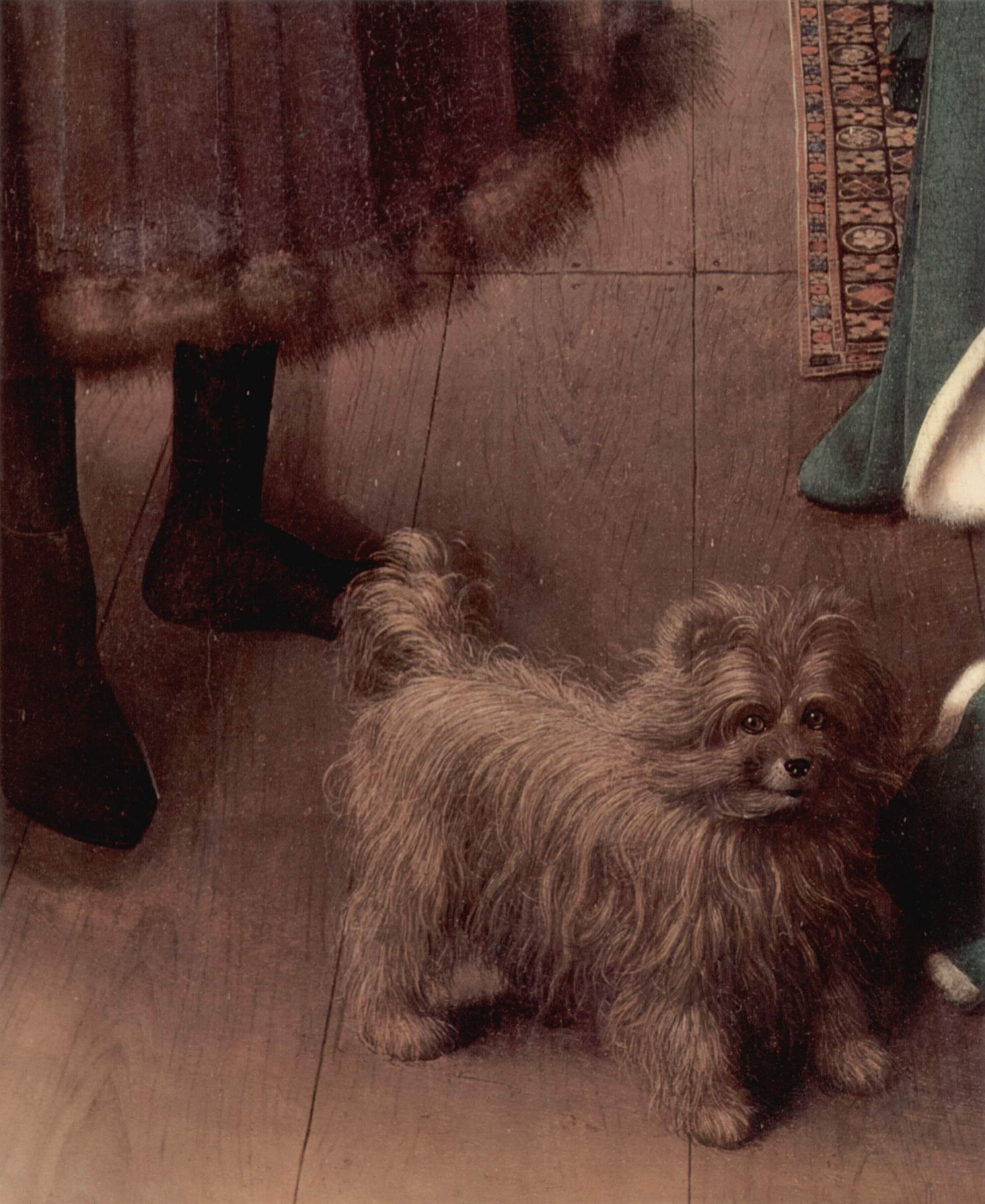
سگ به نشانه ی وفاداری مرد به زن
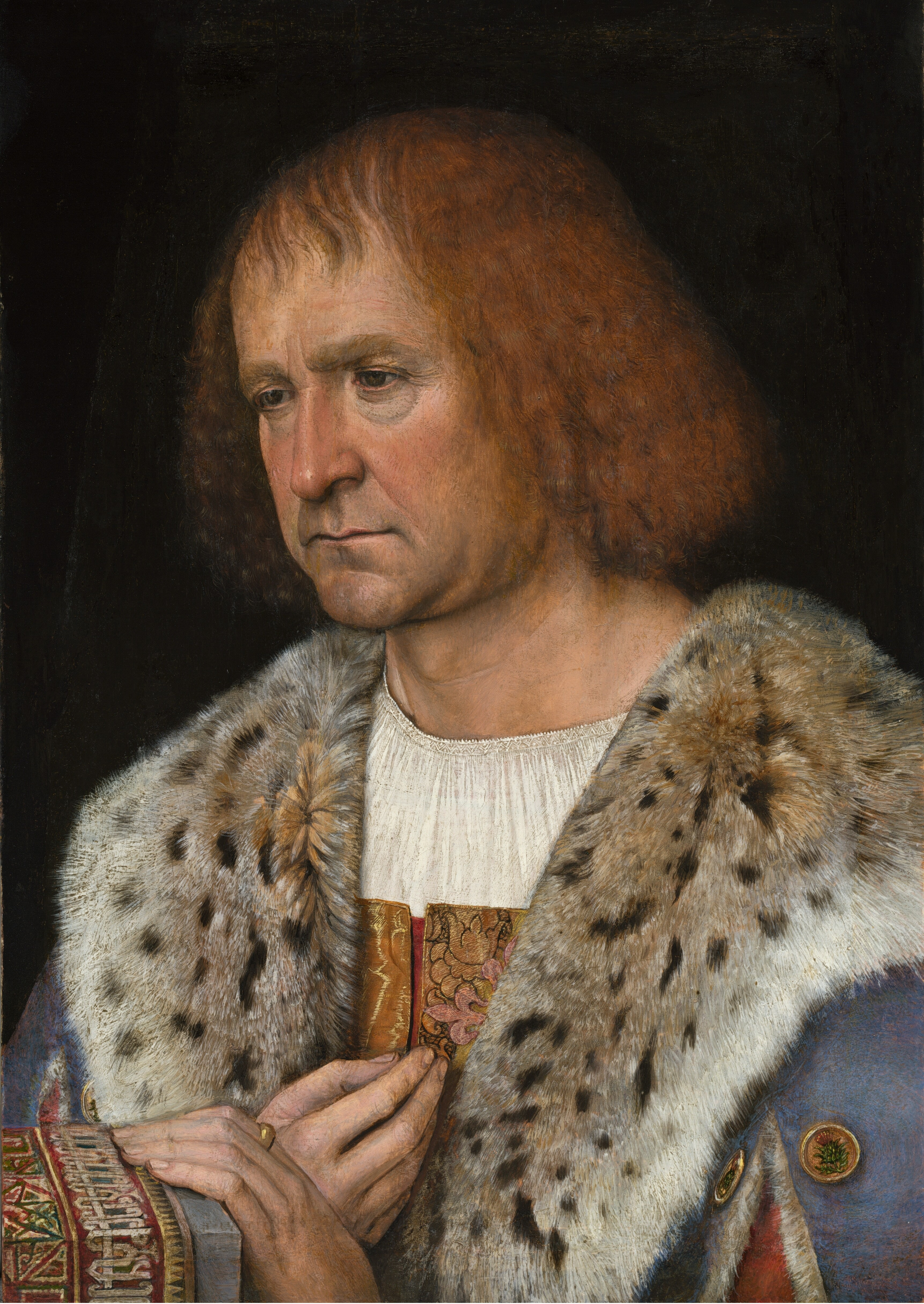